# ジュディスベイスン郡 (モンタナ州)
ジュディスベイスン郡（英: Judith Basin County）は、アメリカ合衆国モンタナ州の中央部に位置する郡である。2010年国勢調査での人口は2,072人であり、2000年の2,329人から11.0％減少した。郡庁所在地はスタンフォード（人口401人）であり、同郡で人口最大の自治体でもある。

## 地理
アメリカ合衆国国勢調査局に拠れば、郡域全面積は1,871平方マイル (4,845.9 km2)であり、このうち陸地は1,870平方マイル (4,843.3 km2)、水域は1平方マイル (2.3 km2)で水域率は0.05％である。
ジュディスベイスン郡は1920年12月10日にファーガス郡西部とカスケード郡東部を合わせて設立された。1895年、当時はファーガス郡に入っていたユーティカの南西約15マイル (24 km) のヨゴ・ガルチでヨゴ・サファイアが発見された。

### 隣接する郡
- シュートー郡 - 北
- ファーガス郡 - 東
- ウィートランド郡 - 南
- マー郡 - 南
- カスケード郡 - 西

### 国立保護地域
- ルイスアンドクラーク国立の森（部分）

## 人口動態
以下は2000年の国勢調査による人口統計データである。
| 基礎データ - 人口: 2,329人 - 世帯数: 951 世帯 - 家族数: 661 家族 - 人口密度: 0人/km2（1人/mi2） - 住居数: 1,325軒 - 住居密度: 0軒/km2（1軒/mi2） 人種別人口構成 - 白人: 98.63% - アフリカン・アメリカン: 0.04% - ネイティブ・アメリカン: 0.34% - アジア人: 0.09% - その他の人種: 0.04% - 混血: 0.86% - ヒスパニック・ラテン系: 0.56% 先祖による構成 - ドイツ系：27.1％ - ノルウェー系：11.3％ - アイルランド系：10.0％ - イギリス系：9.8％ - アメリカ人：8.7％ 言語による構成 - 英語：92.0％ - ドイツ語：7.5％ 年齢別人口構成 - 18歳未満: 26.8% - 18-24歳: 4.6% - 25-44歳: 23.3% - 45-64歳: 28.2% - 65歳以上: 17.2% - 年齢の中央値: 42歳 - 性比（女性100人あたり男性の人口） - 総人口: 107.9 - 18歳以上: 103.9 | 世帯と家族（対世帯数） - 18歳未満の子供がいる: 30.0% - 結婚・同居している夫婦: 62.7% - 未婚・離婚・死別女性が世帯主: 4.3% - 非家族世帯: 30.4% - 単身世帯: 27.5% - 65歳以上の老人1人暮らし: 12.3% - 平均構成人数 - 世帯: 2.45人 - 家族: 3.02人 収入と家計 - 収入の中央値 - 世帯: 29,241米ドル - 家族: 34,243米ドル - 性別 - 男性: 21,789米ドル - 女性: 14,615米ドル - 人口1人あたり収入: 14,291米ドル - 貧困線以下 - 対人口: 21.1% - 対家族数: 16.3% - 18歳未満: 30.6% - 65歳以上: 13.3% |

## 都市と町

### 都市
- ホブソン

### 町
- スタンフォード - 郡庁所在地

### その他の町
- ガイザー
- モカシン
- レインズフォード
- ユーティカ
- ウィンダム